# Stora Östersund
Stora Östersund är en sjö i Norrtälje kommun i Uppland och ingår i Norrtäljeån-Åkerströms kustområde.